# Misterine
Misterine je softwarová společnost, která se zaměřuje zejména na vývoj B2B a B2C softwarových řešení s využitím virtuální (VR) a rozšířené (AR) reality. Vytváří například průmyslová řešení pro oblast automotive, aerospace nebo hi-tech technology, čímž je nedílnou součástí Průmyslu 4.0. V roce 2018 byla společnost nominována do žebříčku 10 nejvýznamnějších evropských poskytovatelů AR/VR řešení.
Pro obchodní a průmyslové společnosti nabízí například:
- vývoj nové generace uživatelských manuálů s využitím rozšířené a virtuální reality,
- systémy pro "chytré továrny",
- řešení v oblasti tréninku a bezpečnosti práce zaměstnanců v technickém provozu,
- modelování ve virtuální a rozšířené realitě.

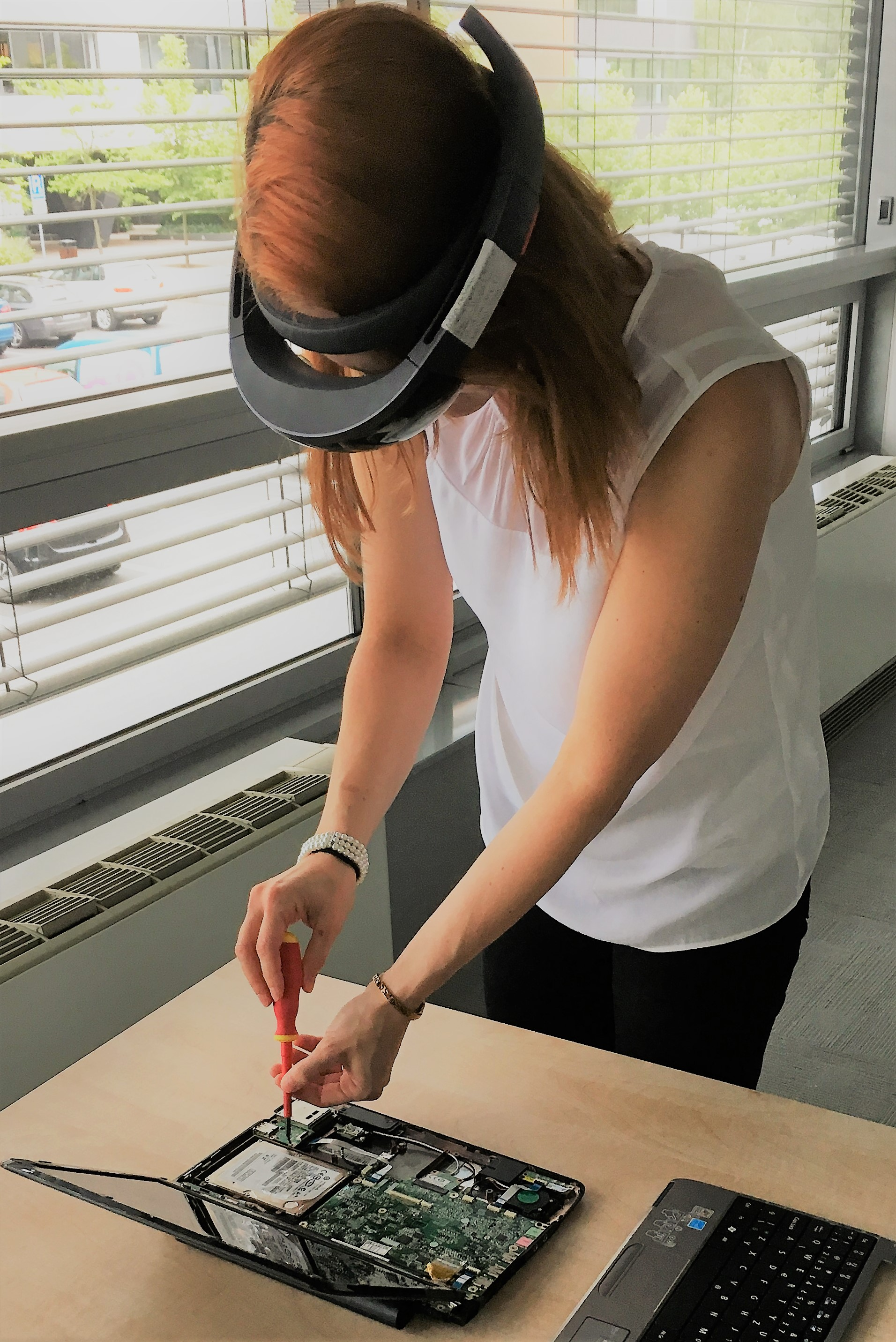
Misterine AR manuál se zobrazováním prostřednictvím Hololens

Pro průmyslová řešení společnost využívá vlastní technologii VIPER, kterou vyvíjí ve spolupráci s Evropskou vesmírnou agenturou.
Misterine je i autorem počítačové hry ve virtuální realitě s názvem Theatre VR. V té si hráč vyzkouší, jaké to je být hercem na "opravdovém" divadelním jevišti. Hra Theatre VR získala první místo v Indie sekci v rámci GDS Prague 2017.